# Operation Finale
Operation Finale és una pel·lícula estatunidenca de drama històric de 2018, dirigida per Chris Weitz i escrita per Matthew Orton. És protagonitzada per Oscar Isaac, Ben Kingsley, Lior Raz, Mélanie Laurent, Nick Kroll i Joe Alwyn. El rodatge va començar a l'Argentina l'octubre de 2017. La pel·lícula va ser estrenada als Estats Units el 29 d'agost de 2018.

## Argument
Quinze anys després d'acabar la Segona Guerra Mundial, el 1960, membres de l'agència d'intel·ligència israeliana Mossad rastrejen a Argentina l'oficial de les SS Adolf Eichmann, alt funcionari del Tercer Reich i logístic de l'Holocaust, on s’amaga sota la falsa identitat de Ricardo Klement.

## Repartiment
- Oscar Isaac com Peter Malkin.
- Ben Kingsley com Adolf Eichmann.
- Lior Raz com Iser Har'el.
- Mélanie Laurent com Hanna.
- Nick Kroll com Rafi Eitan.
- Joe Alwyn com Klaus Eichmann.
- Haley Dl. Richardson com Sylvia Herman.
- Michael Aronov com Zvi Aharoni.
- Peter Strauss com Lotar Hermann.
- Ohad Knoller com Ephraim Ilani.
- Greg Hill com Moshe Tabor.
- Torben Liebrecht com Yaakov Gat.
- Mike Hernandez com Dani Sharlon.
- Greta Scacchi com Vera Eichmann.
- Allan Corduner com Gideon Hausner.
- Tatiana Rodriguez com Annie Werner.
- Pêpê Rapazote com Carlos Fuldner.
- Simon Russell Beale com David Ben-Gurion.

## Al voltant de la pel·lícula
El 16 de novembre de 2015, es va anunciar que la Metro-Goldwyn-Mayer havia comprat els drets d'un guió sense títol de Matthew Orton, sobre l'equip que va trobar i va capturar a Adolf Eichmann. Brian Kavanaugh-Jones produiria el film a través d'Automatik. El 24 de febrer de 2016, Chris Weitz va entrar en negociacions per dirigir la pel·lícula.
Un tracte va ser concretat al març de 2017, amb el qual es veuria a Oscar Isaac co-produir i protagonitzar la pel·lícula, prenent el paper de Peter Malkin. Chris Weitz va ser fitxat com a director. Al juny, Ben Kingsley es va unir com Adolf Eichmann. L'agost, Lior Raz es va unir a la producció. Al setembre, Mélanie Laurent, Nick Kroll, Joe Alwyn, Michael Aronov, i Haley Dl. Richardson es van unir al repartiment, mentre que el rodatge va començar a l'Argentina l'1 d'octubre. L'elenc es va completar el 12 d'octubre, i el rodatge va ser engegat a l'Argentina. Peter Strauss es va unir al repartiment el 30 de novembre.
Operation Finale fou el 14 de setembre de 2018. No obstant això el juliol de 2018, l'estrena de la pel·lícula va ser canviat al dimecres 29 d'agost de 2018. Es va estrenar a Netflix el 3 d'octubre de 2018